# Ostrycharze
Ostrycharze [pronunciación en polaco: /ɔstrɨˈxaʐɛ/] es un pueblo ubicado en el distrito administrativo de Gmina Lututów, dentro del condado de Wieruszów, Voivodato de Łódź, en el centro de Polonia. Se encuentra a unos 4 kilómetros al oeste de Lututów, a 18 al noreste de Wieruszów, y a 89 kilómetros suroeste de la capital regional Łódź.